# 里湖瑶族乡
里湖瑶族乡是中华人民共和国广西壮族自治区河池市南丹县下辖的一个民族乡。

## 行政区划
里湖瑶族乡下辖以下村级行政区划单位：
里湖社区、瑶里村、怀里村、纪兰村、岜地村、纪杏村、甲木村、八雅村、贵江村、仁广村、纪后村、懂甲村和化果村。